# Барчим
Барчим — деревня в Братском районе Иркутской области России. Входит в состав Тэмского сельского поселения. Находится к северу от залива Ия Братского водохранилища, примерно в 93 км к юго-юго-западу (SSW) от районного центра, города Братска.

## Население
По данным Всероссийской переписи, в 2010 году численность населения деревни составляла 187 человек (89 мужчин и 98 женщин).
| 2002 | 2010 | 2011 | 2012 |
| ---- | ---- | ---- | ---- |
| 233  | ↘187 | ↘186 | ↘176 |

## Улицы
Уличная сеть деревни состоит из 2 улиц.